# Непчана кост
Непчана кост (лат. os palatinum) је парна кост лица, која учествује у изградњи зидова очне дупље, носне дупље, криластонепчане и криласте јаме. Она има облик латиничног слова L и састоји се из два дела (листа): водоравног и усправног. Усправни лист носи четири наставка.

## Водоравни лист
Водоравни лист непчане кости (лат. lamina horizontalis) се спаја са непчаним наставком горње вилице и са њим образује тврдо непце. Овај лист има облик правоугаоне плочице, па се на њему описују две стране (горња и доња) и четири ивице (предња, задња, унутрашња и спољашња).
Горња или носна страна (лат. facies nasalis) је глатка, благо удубљена и гради део пода носне дупље. Доња или непчана страна (лат. facies palatina) чини задњу трећину коштаног непца. На њој се налази велики непчани отвор (лат. foramen palatinum majus) од кога полази непчани жлеб, а он се наставља на истоимени жлеб на максиларном наставку.
Предња ивица је оштра и спаја се са задњом ивицом наставка горње вилице, градећи при томе попречни непчани шав (лат. sutura palatina transversa). Задња ивица је такође танка и оштра, а на њеном унутрашњем крају се налази бодља. Преко унутрашње ивице водоравни лист се зглобљава са аналогним структурама непчане кости супротне стране, и при томе образује средњи непчани шав (лат. sutura palatina mediana). На поду носне дупље, два водоравна листа образују тзв. носни гребен који се спаја са раластом кости. На нивоу спољашње ивице спајају се два листа непчане кости, и то готово под правим углом.

## Усправни лист
Усправни лист (лат. lamina perpendicularis) има такође правоугаони облик, па се и на њему описују две стране и четири ивице.
Унутрашња или носна страна (лат. facies nasalis) гради део спољашњег зида носне дупље и део доњег носног ходника. Спољашња или вилична страна (лат. facies maxillaris) се зглобљава са горњом вилицом и клинастом кости, а осим тога на њој се налази троугласто глатко поље које чини унутрашњи зид криластонепчане јаме. Од овог поља полази велики непчани жлеб, који учествује у узградњи великог непчаног канала.
Предња ивица усправног листа је танка и спушта се косо унапред. Задња ивица је оштра и спаја се са клинастом кости. Преко доње ивице, усправни лист се спаја са хоризонталним, док је горња ивица неравна и од ње полазе бројни наставци.

## Наставци
Горњи предњи или орбитални наставак (лат. processus orbitalis) има пирамидални облик са базом окренутом надоле. Он се зглобљава са горњом вилицом, ситастом и клинастом кости.
Горњи задњи или клинасти наставак (лат. processus sphenoidalis) је нешто мањи и има облик танке четвороугаоне коштане плоче. Он се спаја са шкољком и криластим наставком клинасте кости, а осим тога учествује у изградњи крова и спољашњег зида носне дупље.
Доњи предњи или вилични наставак (лат. processus maxillaris) се одваја од предње ивице усправног листа непчане кости и он затвара део задњег отвора виличног синуса (лат. hiatus maxillaris).
Доњи задњи или пирамидални наставак (лат. processus pyramidalis) се зглобљава са клинастом кости и горњом вилицом, а такође гради део криласте и подслепочне јаме. На њему се налазе и 2-3 мала непчана отвора, кроз који пролазе крвни судови и живци.